# Acció (matemàtiques)
|  | Aquest article tracta sobre el concepte matemàtic. Vegeu-ne altres significats a «Acció». |

Donat un triangle equilàter, la rotació en sentit antihorari de 120° al voltant del centre del triangle aplica cada vèrtex del triangle en un altre vèrtex. El grup cíclic C₃ format per les rotacions de 0°, 120° i 240° actua sobre el conjunt dels tres vèrtexs.

En matemàtiques, un grup de simetria és una abstracció emprada per descriure les simetries d'un objecte. Una acció de grup formalitza la relació entre el grup i les simetries de l'objecte; relaciona cada element del grup amb una transformada particular de l'objecte.
En aquest cas, hom diu que el grup és un grup de permutacions (especialment si el conjunt és finit o no és un espai vectorial) o un grup de transformacions (sobretot si el conjunt és un espai vectorial i el grup actua com a transformacions lineals del conjunt). Una representació de permutacions d'un grup G és una representació de G com a grup de permutacions del conjunt (habitualment, si el conjunt és finit), i es pot descriure com a representació de grup de G mitjançant matrius permutació. És el mateix que una acció de grup de G sobre una base ordenada d'un espai vectorial.
Una acció de grup és una extensió del concepte de grup de simetria, en el qual tot element del grup "actua" com una transformació bijectiva (o "simetria") d'un conjunt donat, sense identificar-lo amb aquesta transformació. Això permet una descripció més comprensiva de les simetries d'un objecte, com un políedre, permetent que el mateix grup actuï sobre diferents conjunts de característiques, com el conjunt de vèrtexs, el conjunt d'arestes o el conjunt de cares del políedre.
Si G és un grup i X és un conjunt, llavors hom pot definir una acció de grup com un homomorfisme de grups h de G al grup simètric sobre X. L'acció assigna una permutació de X a cada element de grup, de tal manera que la permutació de X assignada a:
- l'element identitat de G és la transformació identitat de X;
- un producte gk de dos elements de G és la composició de les permutacions assignades a g i k.

L'abstracció que donen les accions de grups és molt potent, perquè permet aplicar idees geomètriques a altres objectes més abstractes. Molts objectes matemàtics tenen accions de grups associades de manera natural. En particular, els grups poden actuar sobre altres grups, o fins i tot un grup pot actuar sobre ell mateix. A causa d'aquesta generalitat, la teoria d'accions de grup conté diversos teoremes d'ampli abast, com el teorema de l'estabilitzador d'òrbites, que es pot utilitzar per demostrar resultats complexos en diferents àmbits.

## Definició
Si G és un grup i X és un conjunt, llavors una acció de grup (per l'esquerra) φ de G sobre X és una funció
{\displaystyle {\begin{array}{rccl}\varphi :&G\times X&\to &X\\&(g,x)&\mapsto &\varphi (g,x)\end{array}}}
que satisfà els dos axiomes següents (on denotem φ(g, x) com g.x):
Identitate.x = x per a tot x de X. (Aquí, e denota l'element neutre del grup G.)
Compatibilitat(gh).x = g.(h.x) per a qualssevol g, h de G i per a tot x de X. (Aquí, gh denota el resultat d'aplicar l'operació de grup de G als elements g i h.)
Hom diu que el grup G actua sobre X (per l'esquerra), i que el conjunt X és un G-conjunt (per l'esquerra).
A partir d'aquests dos axiomes, es pot deduir que per a qualsevol g de G, la funció que aplica x ∈ X en g.x és una funció bijectiva de X en X (i que té per inversa la funció que envia x a g−1.x). Per tant, una definició alternativa d'una acció del grup G sobre X pot ser amb un homomorfisme de grups de G en el grup simètric Sim(X) de totes les bijeccions de X en X.
Anàlogament, hom pot definir una acció de grup per la dreta de G sobre X com una operació X × G → X que envia (x, g) a x.g i que satisfà els dos axiomes:
Identitatx.e = x per a tot x de X.
Compatibilitatx.(gh) = (x.g).h per a qualssevol g, h de G i per a tot x in X.
La diferència entre les accions per l'esquerra i per la dreta rau en l'ordre en el qual un producte com gh actua sobre x. Per a una acció per l'esquerra, primer actua h i després g, mentre que en una acció per la dreta, primer actua g i després h. Com que tenim (gh)−1 = h−1g−1, es pot construir una acció per l'esquerra a partir d'una acció per la dreta, si es realitza una composició amb l'operació inversa del grup. Addicionalment, una acció per la dreta d'un grup G sobre X és equivalent a una acció per l'esquerra del seu grup oposat Gop sobre X. Per tant, podem considerar només les accions per l'esquerra, sense pèrdua de generalitat.

### Definició alternativa
Es pot donar una altra definició d'acció de grups mitjançant l'ús de grups de simetria. Sigui G un grup, sigui X un conjunt, i sigui SX el grup de simetria de X, és a dir, el conjunt de totes les permutacions dels elements de X. Llavors hom diu que G actua sobre X si existeix un homomorfisme de grups de G a SX.
{\displaystyle {\begin{array}{rccc}\theta :&G&\to &S_{X}\\&g&\mapsto &\sigma _{g}\end{array}}}.
Si existeix un tal homomorfisme, llavors les propietats d'identitat i compatibilitat són una conseqüència directa de les propietats dels homomorfismes de grups.
Identitatθ(e) = ι. (θ aplica l'element neutre de G en la permutació identitat.)
Compatibilitatσgh = θ(gh) = θ(g)θ(h) = σgσh. (θ respecta les dues operacions dels grups.)

## Exemples
- L'acció trivial de qualsevol grup G sobre qualsevol conjunt X es defineix per g.x = x per a qualssevol g de G i x de X; és a dir, tot grup indueix la permutació identitat sobre X.[3]
- En qualsevol grup G, la multiplicació per l'esquerra és una acció de G sobre G: g.x = gx per a qualssevol g, x de G.
- En qualsevol grup G amb un subgrup H, la multiplicació per l'esquerra és una acció de G sobre les classes laterals de G/H: g.aH = gaH per a qualssevol g, a de G. En particular, si H no conté cab subgrup normal trivial de G, això indueix un isomorfisme de G al subgrup del grup de permutacions de [G : H] elements.
- En qualsevol grup G, una conjugació és una acció de G: g.x = gxg−1. Hom acostuma a utilitzar la notació exponencial per a la variant per la dreta: xg = g−1xg; se satisfà (xg)h = xgh.
- En qualsevol grup G amb un subgrup H, la conjugació és una acció de G sobre els conjugats de H: g.K = gKg-1 per a qualsevol g de G i qualssevol K conjugats de H.
- El grup simètric Sn i els seus subgrups actuen sobre el conjunt { 1, …, n } permutant els seus elements.
- El grup de simetria d'un políedre actua sobre el conjunt de vèrtexs del políedre. També actua sobre el conjunt de cares i sobre el conjunt d'arestes del políedre.
- El grup de simetria de qualsevol objecte geomètric actua sobre el conjunt de punts de l'objecte.
- El grup d'automorfismes d'un espai vectorial (o d'un graf, o d'un grup, o d'un anell) actua sobre l'espai vectorial (o sobre el conjunt de vèrtexs del graf, o sobre el grup, o sobre l'anell).
- El grup lineal general GL(n, K) i els seus subgrups, particularment els seus grups de Lie (inclosos el grup especial lineal SL(n, K), el grup ortogonal O(n, K), el grup especial ortogonal SO(n, K), i el grup simplèctic Sp(n, K)) són grups de Lie que actuen sobre l'espai vectorial Kn. Les operacions de grup venen donades per multiplicació de les matrius dels grups pels vectors de Kn.
- El grup afí actua de forma transitiva i fidel sobre els punts d'un espai afí. De fet, aquesta és una manera de definir un espai afí, és a dir, establint que
{\displaystyle {\begin{array}{rccl}\varphi :&V\times A&\to &A\\&(v,t)&\mapsto &v+t\end{array}}}
sigui una acció transitiva i fidel és equivalent a la definició formal d'un espai afí: la identitat (per l'esquerra) i l'associativitat són equivalents a la definició d'una acció (per l'esquerra), i la unicitat és equivalent a la propietat de què l'acció sigui transitiva i fidel.
- El grup lineal projectiu PGL(n+1, K) i els seus subgrups, particularment els seus subgrups de Lie, que són grups de Lie que actuen sobre l'espai projectiu Pn(K). Aquest és un quocient de l'acció del grup lineal general sobre l'espai projectiu. Cal destacar el grup PGL(2, K), les simetries de la recta projectiva, que és 3-transitiu, i que preserva la raò anharmònica; el grup de Möbius PGL(2, C) és especialment interessant.
- Els conjunts sobre els quals actua un grup G formen la categoria de G-conjunts on els objectes són G-conjunts, i els morfismes són homomorfismes de G-conjunts, és a dir, funcions f : X → Y tals que g.(f(x)) = f(g.x) per a tot g de G.
- El grup de Galois d'una extensió de cossos L/K actua sobre el cos L però només té una acció trivial sobre els elements del subcòs K. Els subgrups de Gal(L/K) corresponen a subcossos de L que contenen K, és a dir, a extensions de cossos intermèdies entre L i K.
- El grup additiu dels nombres reals (R, +) actua sobre l'espai de fases de sistemes amb "bon comportament" en mecànica clàssica (i en sistemes dinàmics més generals) per translació del temps: si t pertany a R i x pertany a l'espai de fases, llavors x descriu un estat del sistema, i t+x es defineix com l'estat del sistema t segons més tard si t és positiu, o fa −t segons si t és negatiu.
- El grup additiu dels nombres reals (R, +) actua sobre el conjunt de funcions real de variable real de diferents maneres, amb (t.f)(x) igual a p.ex. f(x + t), f(x) + t, f(xet), f(x)et, f(x + t)et, o f(xet) + t, però no f(xet + t).
- Donada una acció de grup G sobre X, hom pot definir una acció induïda de G sobre el conjunt de les parts de X, escrivint g.U = {g.u : u ∈ U} per a qualssevol subconjunt U de X i g de G. Això és útil, per exemple, quan es vol estudiar l'acció del grup de Mathieu sobre un conjunt de 24 elements i a l'hora d'estudiar la simetria en certs models de geometries finites.
- Els quaternions amb norma 1 (els versors), com a grup multiplicatiu, actuen sobre R3: donat un quaternió qualsevol {\displaystyle z=\cos {\frac {1}{2}}\alpha +\sin {\frac {1}{2}}\alpha {\hat {\mathbf {v} }}}, l'aplicació f(x) = zxz∗ és una rotació antihorària d'un angle α al voltant d'un eix v; z és la mateixa rotació.

## Tipus d'accions
Hom diu que una acció de G sobre X és:
- Transitiva si X és no buit, i per a cada parell x, y de X existeix un g de G tal que g.x = y.
- Fidel (o efectiva) si per a dos elements diferents qualssevol g i h de G existeix un x de X tal que g.x ≠ h.x; o, equivalentment, si per a cada g ≠ e de G existeix un x de X tal que g.x ≠ x. Intuïtivament, en una acció de grup fidel, elements diferents de G indueixen permutacions diferents de X.
- Lliure (o semiregular o lliure de punts fixos) si, donats g, h de G, l'existència d'un x de X amb g.x = h.x implica g = h. Equivalentment: si g és un element del grup i existeix un x de X amb g.x = x (és a dir, si g té almenys un punt fix)), llavors g és la identitat.
- Regular (o simplement transitiva) si és alhora transitiva i lliure; això és equivalent a dir que per a x, y de X qualssevol, existeix exactament un element g de G tal que g.x = y. En tal cas, hom diu que X és un espai homogeni principal per a G o un G-torsor.
- n-transitiva si X té almenys n elements i, per a qualssevol x1, …, xn diferents dos a dos i qualssevol y1, …, yn diferents dos a dos, existeix un g de G tal que g·xk = yk per 1 ≤ k ≤ n. Es diu que una acció 2-transitiva és doblement transitiva, que una acció 3-transitiva és triplement transitiva, i així successivament.
- Primitiva si és transitiva i no preserva cap partició no-trivial de X.
- Localment lliure si G és un grup topològic, i existeix un entorn U de e dins G tal que la restricció de l'acció a U és lliure; és a dir, si g.x = x per a algun x i algun g de U, llavors g = e.
- Irreductible si X és un mòdul no nul sobre un anell R, l'acció de G és R-lineal, i no existeix cap submòdul invariant propi no nul.

Tota acció lliure sobre un conjunt no buit és fidel. Un grup G actua de manera fidel sobre X si i només si l'homomorfisme corresponent G → Sim(X) té un nucli trivial. Així, per a una acció fidel, G se submergeix en un grup de permutacions sobre X; més específicament, G és isomorf a la seva imatge dins Sim(X).
L'acció de qualsevol grup G sobre si mateix per la multiplicació per l'esquerra és regular i, per tant, també és fidel. Com a conseqüència, tot grup es pot submergir en el grup simètric dels seus elements, Sim(G). Això es coneix com el teorema de Cayley.
Si G no actua de manera fidel sobre X, hom pot alterar fàcilment el grup per tal d'obtenir una acció fidel. Si definim N = {g ∈ G : g.x = x per a tot x ∈ X}, llavors N és un subgrup normal de G; de fet, és el nucli de l'homomorfisme G → Sim(X). El grup quocient G/N actua de manera fidel sobre X si s'estableix (gN).x = g.x. L'acció original de G sobre X és fidel si i només si N = {e}.

## Òrbites i estabilitzadors

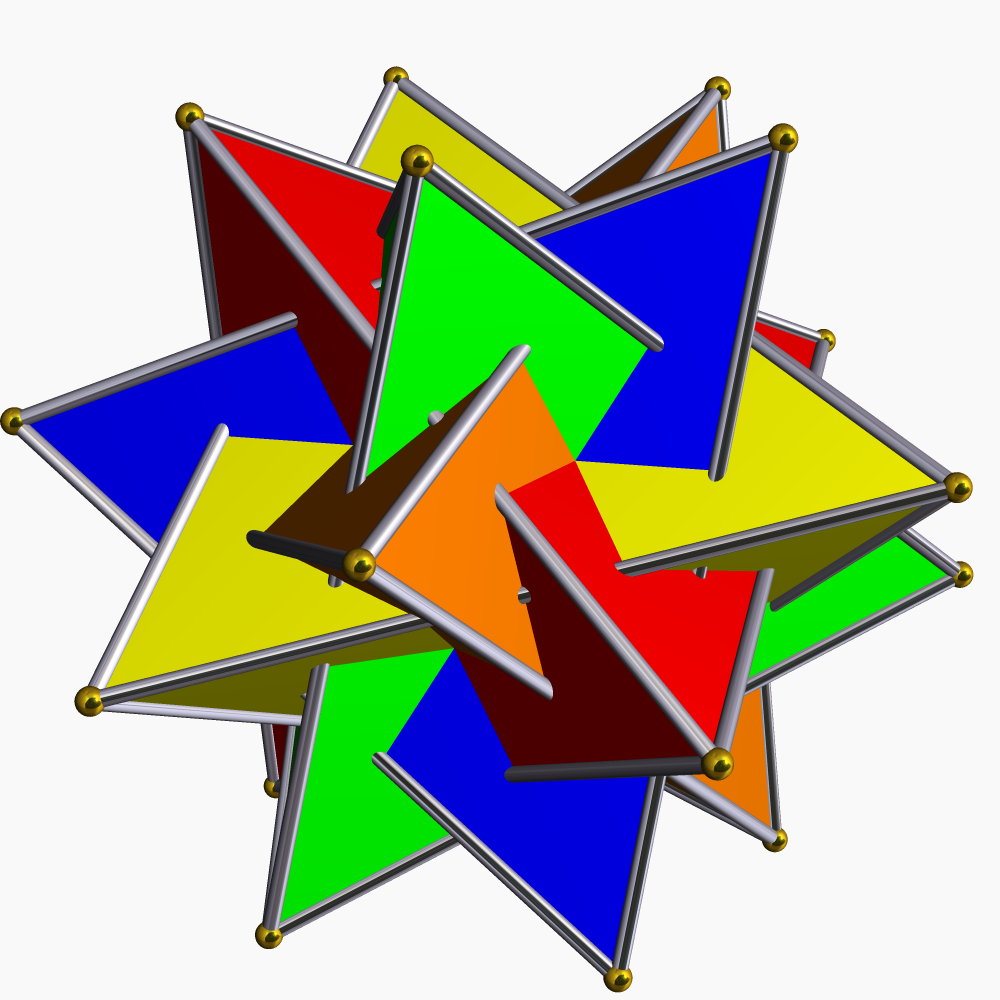
En el compost de cinc tetràedres, el grup de simetria és el grup icosaèdric (rotacional) I d'ordre 60, mentre que l'estabilitzador d'un tetràedre escollit és el grup tetraèdric (rotacional) T d'ordre 12, i l'espai d'òrbites I/T (d'ordre 60/12 = 5) s'identifica de manera natural amb els 5 tetràedres – la classe lateral gT correspon a quin tetràedre envia g el tetràedre escollit.

Consideri's un grup G que actua sobre un conjunt X. L'òrbita d'un element x de X és el conjunt d'elements de X als quals x es pot aplicar per acció dels elements de G. L'òrbita de x es denota per G.x:
{\displaystyle G.x=\left\{g.x\mid g\in G\right\}}.
Per definició de grup, el conjunt d'òrbites de (punts x de) X sota l'acció de G formen una partició de X. La relació d'equivalència associada es defineix dient que x ∼ y si i només si existeix un g de G tal que g.x = y. Les òrbites són, doncs, les classes d'equivalència d'aquesta relació; dos elements x i y són equivalents si i només si les seves òrbites són iguals, és a dir, G.x = G.y.
L'acció de grup és transitiva si i només si té una sola òrbita, és a dir, existeix un x de X tal que G.x = X. Equivalentment, si i només si G.x = X per a tot x de X.
El conjunt de totes les òrbites de X sota l'acció de G s'escriu X/G (o, menys freqüentment, G\X), i es diu que és el quocient de l'acció. En casos geomètrics es pot trobar com espai d'òrbites, mentre que en casos algebraics s'acostuma a anomenar espai de coinvariants, i s'escriu XG, per contrast amb els invariants (punts fixos), denotats per XG: els coinvariants són un quocient, mentre que els invariants són un subconjunt. Aquesta terminologia de coinvariants s'empra a bastament en cohomologia de grups i homologia de grups, que utilitzen la mateixa convenció de superíndexs i subíndexs.

### Subconjunts invariants
Si Y és un subconjunt de X, hom escriu GY per referir-se al conjunt { g.y : y ∈ Y i g ∈ G}. Hom diu que aquest subconjunt Y és invariant per G si G.Y = Y (la qual cosa és equivalent a G.Y ⊆ Y). En tal cas, G també opera sobre Y si es restringeix l'acció a Y. Es diu que el subconjunt Y és fix per G si g.y = y per a qualssevol g de G i y de Y. Tot subconjunt fix per G és invariant per G, però el recíproc no és cert.
Tota òrbita és un subconjunt invariant de X sobre el qual G actua de manera transitiva. L'acció de G sobre X és transitiva si i només si tots els elements són equivalents, en el sentit de què només hi ha una òrbita.
Un element G-invariant de X és un element x ∈ X tal que g.x = x per a tot g ∈ G. El conjunts d'aquests x se simbolitza per XG i hom diu que són els G-invariants de X. Quan X és un G-mòdul, XG és el 0-sim grup de cohomologia de G amb coeficients a X, i els grups de cohomologia superiors són els functors derivats del functor de G-invariants.

### Punts fixos i subgrups estabilitzadors
Donats g de G i x de X tals que g.x = x, hom diu que x és un punt fix de g i que g fixa x.
Per a tot x de X, es defineix el subgrup estabilitzador de G respecte x (també anomenat grup d'isotropia) com el conjunt de tots els elements de G que fixen x:
{\displaystyle G_{x}=\{g\in G\mid g\cdot x=x\}.}
Això és un subgrup de G, però habitualment no és un subgrup normal. L'acció de G sobre X és lliure si i només si tots els estabilitzadors són trivials. El nucli N de l'homomorfisme G → Sim(X) ve donat per la intersecció dels estabilitzadors Gx per a tot x de X. Si N és trivial, llavors hom diu que l'acció és fidel (o efectiva).
Siguin x i y dos elements de X, i sigui g un element del grup tal que y = g.x. Llavors els dos grups estabilitzadors Gx i Gy estan relacionats mitjançant Gy = g Gx g−1. Per demostrar-ho, notem que, per definició, h ∈ Gy si i només si h.(g.x) = g.x. Aplicant g−1 a ambdós costats de la igualtat obtenim (g−1hg).x = x; és a dir, g−1hg ∈ Gx.
Això vol dir que els estabilitzadors d'elements de la mateixa òrbita són conjugats l'un de l'altre. Així, per a cada òrbita, hom pot associar-li una classe de conjugació d'un subgrup de G (és a dir, el conjunt de tots els conjugats del subgrup). Denotem per {\displaystyle (H)} la classe de conjugació de H. Llavors hom diu que l'òrbita O té tipus {\displaystyle (H)} si l'estabilitzador {\displaystyle G_{x}} d'algun x de O pertany a {\displaystyle (H)}. Sovint es diu que un tipus d'òrbita maximal és un tipus d'òrbita principal.

### Teorema d'òrbita-estabilitzador i lema de Burnside
Les òrbites i els estabilitzadors estan íntimament relacionats. Fixat un x de X, considerem l'aplicació
{\displaystyle {\begin{array}{ccl}G&\to &X\\g&\mapsto &g.x\end{array}}}.
La imatge d'aquesta aplicació és l'òrbita de x, i la coimatge és el conjunt de totes les classes laterals de Gx. El teorema del quocient estàndard de la teoria de conjunts proporciona una bijecció natural entre G/Gx i G.x. Més específicament, la bijecció ve donada per hGx ↦ h.x. Aquest resultat es coneix com teorema d'òrbita-estabilitzador. Des de la perspectiva de la teoria de categories, el teorema d'òrbita-estabilitzador es desprèn del fet que tot G-conjunt és una suma de quocients del G-conjunt G.
Si tant G com X són finits, llavors el teorema d'òrbita-estabilitzador, juntament amb el teorema de Lagrange, impliquen
{\displaystyle |G.x|=[G\,:\,G_{x}]=|G|/|G_{x}|.}
Un resultat relacionat amb el teorema d'òrbita-estabilitzador és el lema de Burnside:
{\displaystyle \left|X/G\right|={\frac {1}{\left|G\right|}}\sum _{g\in G}\left|X^{g}\right|}
on Xg és el conjunt de punts fixats per g. Aquest resultat és especialment útil quan tant G com X són finits, ja que es pit interpretar de la següent manera: el nombre d'òrbites és igual a la mitjana de punts fixats per cada element del grup.
Fixat un grup G, el conjunt de diferències formals de G-conjunts finits forma un anell, anomenat anell de Burnside de G, amb l'operació suma definida per la unió disjunta, i l'operació producte definida pel producte cartesià.

## Accions de grup i grupoides
Hom pot situar la noció d'acció de grup en un context més ampli, emprant el grupoide d'accions {\displaystyle G'\;=\;G\,\ltimes \,X} associat a l'acció de grup, la qual cosa permet utilitzar tècniques de la teoria de grupoides, com ara les presentacions o les fibracions. Addicionalment, els estabilitzadors de l'acció són els grups-vèrtex del grupoide d'accions, i les òrbites en són els components.
Aquest grupoide d'accions ve acompanyat d'un morfisme {\displaystyle p:\;G'\,\rightarrow \,G} que és un morfisme recobridor de grupoides. Això permet relacionar aquests morfismes amb els espais revestiment de topologia.

## Morfismes i isomorfismes entreG-conjunts
Si X i Y són dos G-conjunts, definim un morfisme de X cap a Y com una funció f : X → Y tal que f(g.x) = g.f(x) per a tot g de G i tot x de X. Els morfismes de G-conjunts també s'anomenen aplicacions equivariants o G-aplicacions.
La composició de dos morfismes és també un morfisme.
Si un morfisme f és bijectiu, llavors el seu invers és també un morfisme, i hom diu que f és un isomorfisme, i els dos G-conjunts X i Y són isomorfs; a efectes pràctics, X i Y són indistingibles.
Alguns exemples d'isomorfismes:
- Tota acció regular G és isomorfa a l'acció de G sobre G donada per la multiplicació per l'esquerra.
- Tota acció lliure G és isomorfa a G × S, on S és un conjunt i G actua sobre G × S per multiplicació per l'esquerra en la primera coordenada (hom pot prendre S com el conjunt d'òrbites X/G).
- Tota acció transitiva G és isomorfa a la multiplicació per l'esquerra per G sobre el conjunt de classes laterals per l'esquerra d'algun subgrup H de G.

Amb aquesta noció d'isomorfisme, la col·lecció de tots els G-conjunts forma una categoria; aquesta categoria és un topos de Grothendieck.

## Accions de grup contínues
Hom pot considerar les accions de grup contínues: el grup G és un grup topològic, X és un espai topològic, i l'aplicació G × X → X és contínua respecte a la topologia producte de G × X. En aquest cas, hom diu que l'espai X és un G-espai. Aquest concepte és una generalització de les accions de grup, ja que tot grup es pot considerar que és un grup topològic si es pren la topologia discreta. Tots els conceptes que s'han introduït són encara vàlids en aquest nou context, però definim que els morfismes entre G-espais han de ser aplicacions contínues compatibles amb l'acció de G. El quocient X/G hereda la topologia quocient de X, i hom diu que és l'espai quocient de l'acció. Els enunciats anteriors sobre accions regulars, lliures i transitives no són vàlids per a accions de grup contínues.
Si G és un grup discret que actua sobre un espai topològic X, l'acció és pròpiament discontínua si i només si, per a qualsevol punt x de X, existeix un entorn obert U de x en X tal que el conjunt de tots els g de G que compleixen {\displaystyle g(U)\,\cap \,U\;\neq \;\emptyset } consisteix únicament de la identitat.
Aquests resultats es poden generalitzar per tal de construir el grupoide fonamental de l'espai d'òrbites d'una acció discontínua sobre un espai Hausdorff si, sota certes condicions locals, es pren com a partida el grupoide d'òrbites del grupoide fonamental de l'espai.
Una acció d'un grup G sobre un espai localment compacte X és cocompacte si existeix un subconjunt compacte A de X tal que GA = X. Per a una acció pròpiament discontínua, la cocompacitat és equivalent a la compacitat de l'espai quocient X/G.
Hom diu que l'acció de G sobre X és pròpia si l'aplicació G × X → X × X que envia (g, x) ↦ (g.x, x) és una aplicació pròpia.

### Acció de grup fortament contínua i punts suaus
Donada una acció de grup G sobre un espai topològic X, hom diu que és fortament contínua si, per a tot x de X, l'aplicació g ↦ g.x és contínua respecte a les topologies corresponents. Una tal acció indueix una acció sobre l'espai de funcions contínues de X, si es defineix (g.f)(x) = f(g−1.x) per a qualssevol g de G, f funció contínua sobre X, i x de X. Cal observar que, si bé és cert que tota acció de grup contínua és fortament contínua, el recíproc no és cert en general.
El subespai dels punts suaus per l'acció és el subespai X de punts x tals que l'aplicació g ↦ g.x és suau, és a dir, la funció és contínua i totes les seves derivades també ho són.

## Variants i generalitzacions
Hom pot considerar també les accions de monoides sobre conjunts, exigint els mateixos dos axiomes anteriors. Tot i això, aquesta definició no produeix aplicacions bijectives i relacions d'equivalència.
En comptes d'accions sobre conjunts, hom pot definir accions de grups i de monoides sobre objectes d'una categoria arbitrària: cal començar amb un objecte X d'una determinada categoria, i llavors definir una acció sobre X com un homomorfisme de monoides cap al monoide d'endomorfismes de X. Si X té un conjunt subjacent, llavors aquest conjunt hereda totes les definicions i propietats que gem vist. Per exemple, si prenem la categoria dels espais vectorials, podem obtenir representacions de grup d'aquesta forma.
Hom pot visualitzar un grup G com una categoria amb un sol objecte en la qual tot morfisme és invertible. Llavors una acció de grup és un functor de G en la categoria de conjunts, i una representació de grup és un functor de G en la categoria d'espais vectorials. Un morfisme entre G-conjunts és llavors una transformació natural entre functors d'accions de grup.
A més d'accions contínues de grups topològics sobre espais topològics, hom pot també considerar accions suaus de grups de Lie sobre varietats suaus, o accions regulars de grups algebraics sobre varietats algebraiques.